# Преображенськіт
Преображенськіт (англ. preobrazhenskite; нім. Preobraschenskit m) — мінерал, водний борат магнію.
Названий за прізвищем радянського дослідника соляних родовищ П. І. Преображенського (Я. Я. Яржемський, 1956).

## Загальний опис
Хімічна формула:
1. За Є. Лазаренком: Mg3[B10O14|(OH)8]•0,5H2O.
2. За «Fleischer's Glossary» (2004): Mg3B11O15(OH)9.
Склад у % (з Індерського родов., Казахстан): MgO — 20,82; B2O3 — 60,91; H2O — 14,50. Домішки: Cl (0,82); K (0,25); Na (0,38); SiO2 (0,13); R2O3 (0,11); CaO (0,01).
Сингонія ромбічна. Ромбодипірамідальний вид. Утворює дрібні кристали, таблитчасті по (100) та видовжені по (001), голчасті включення в галіті. Часто зі штриховкою, паралельною видовженню. Твердість 4,5 — 5,5. Колір лимонно-жовтий, коричнюватий, темно-сірий.
Знайдений у кернах свердловин соленосної товщі Індерського родов. разом з борацитом. Рідкісний.